# Плоэрмель
Плоэрмель (фр. Ploërmel) — коммуна на северо-западе Франции, находится в регионе Бретань, департамент Морбиан, округ Понтиви, центр кантона Плоэрмель. Расположена в 48 км к северо-востоку от Вана и в 58 км к западу от Ренна, в месте пересечения национальных автомагистралей N24 и N166.
Население (2019) — 9 791 человек.

## История
Несколько замечательных мегалитических памятников свидетельствуют о заселении территории коммуны с эпохи неолита (от 5000 до 3000 лет до нашей эры). К ним относятся крытые аллеи Виль-Буке на юго-западе коммуны, дольмен и два менгира. Также были обнаружены следы существования здесь поселений галльского и гаплло-римского периодов.
Источники содержат различную информацию о том, когда Плоэрмель перестал принадлежать своим сеньорам и стал собственностью герцогов Бретани, но в любом случае это произошло в середине XII века. В 1240 году герцог Жан I собрал здесь парламент Бретани, а в 1272 году его сын герцог Жан II основал в Плоэрмеле монастырь кармелитов, один из первых во Франции. Именно там в 1305 году был похоронен он сам, в 1312 году — сердце его сына Артура II, а в 1341 году — его внук Жан III Добрый.
Во время Войны за бретонское наследство, продолжавшейся с 1341 по 1364 год, город поддержал Жана де Монфора и подвергся двум осадам, в 1342 и 1346 годах. Сначала город был взят Карлом де Блуа, затем королем Англии и надолго остался во власти англичан. В этот период 26 марта 1351 года на полпути между Плоэрмелем и Жосленом происходит знаменитый бой тридцати, один из самых известных эпизодов этой войны.
У Штатов Бретани не было постоянного места пребывания, и заседания регионального парламента неоднократно проводились в Плоэрмеле: в период с 1240 по 1606 году Штаты созывались здесь по меньшей мере тринадцать раз. В 1240 году герцог Жан I подписал в Плоэрмеле указ об изгнании евреев из Бретани. В 1487 году, во время конфликта между Бретанью и Францией из-за наследства герцога Франциска II и независимого статуса Бретани, через Плоэрмель прошла французская армия, разграбившая город.
Став королевским городом, Плоэрмель остается местом пребывания бальи, контролировавшего значительную территорию бывшего герцогства. Король Генрих II даже учредил здесь в 1551 году юридический трибунал с теми же полномочиями, что имели Ренн, Нант, Ван и Кемпер. Но этот статус сохранялся недолго и был отменен в следующем году.
С 1 января 2019 года в состав коммуны Плоэрмель вошла соседняя коммуна Монтерен.

## Достопримечательности
- Церковь Святого Армеля XVI века
- Церковь Святого Мало XV—XIX веков
- Фрагменты шато XII века: крепостные стены и башня Табор
- Дом герцогов Бретани XVI века
- Астрономические часы XIX века
- Бывший монастырь и действующая часовня урсулинок XVII века
- Бывший монастырь кармелитов XVII века, построенный на месте монастыря XIII века
- Шато От-Туш XVIII века, перестроенное в 1907 году
- Шато Мальвиль середины XIX века
- Памятник Папе Иоанну Павлу II российского скульптора Зураба Церетели

## Экономика
Структура занятости населения:
- сельское хозяйство — 1,7 %
- промышленность — 20,5 %
- строительство — 5,5 %
- торговля, транспорт и сфера услуг — 39,4 %
- государственные и муниципальные службы — 32,9 %

Уровень безработицы (2018) — 10,9 % (Франция в целом — 13,4 %, департамент Морбиан — 12,1 %). 

Среднегодовой доход на 1 человека, евро (2018) — 22 010 (Франция в целом — 21 730, департамент Морбиан — 21 830).

## Демография
Динамика численности населения, чел.

## Администрация
Пост мэра Плоэрмеля с 2014 года занимает Патрик Ле Диффон (Patrick Le Diffon). На муниципальных выборах 2020 года возглавляемый им правый блок одержал победу в 1-м туре, получив 54,68 % голосов (из четырех блоков).
| Период | Период | Фамилия          | Партия                                                   | Примечания                                                                                      |
| ------ | ------ | ---------------- | -------------------------------------------------------- | ----------------------------------------------------------------------------------------------- |
| 1965   | 1977   | Жюль Бушо        | Разные правые                                            | нотариус, член Генерального совета департамента                                                 |
| 1977   | 2008   | Поль Анслен      | Союз за французскую демократию Союз за народное движение | управляющий компанией, член Генерального совета департамента, член Регионального совета Бретани |
| 2008   | 2014   | Беатрис Ле Мар   | Социалистическая партия                                  | учитель, член Генерального совета департамента, член Регионального совета Бретани               |
| 2014   |        | Патрик Ле Диффон | Союз за народное движение, Республиканцы                 | сотрудник лаборатории, член Генерального совета департамента, член Регионального совета Бретани |

## Города-побратимы
- Дабола, Гвинея
- Апензен, Германия
- Ков, Ирландия
- Кольбушова, Польша
- Горсейнон, Уэльс

## Знаменитые уроженцы
- Жан-Луи Дюбретон (1773—1855), генерал, участник революционных и наполеоновских войн

## Галерея

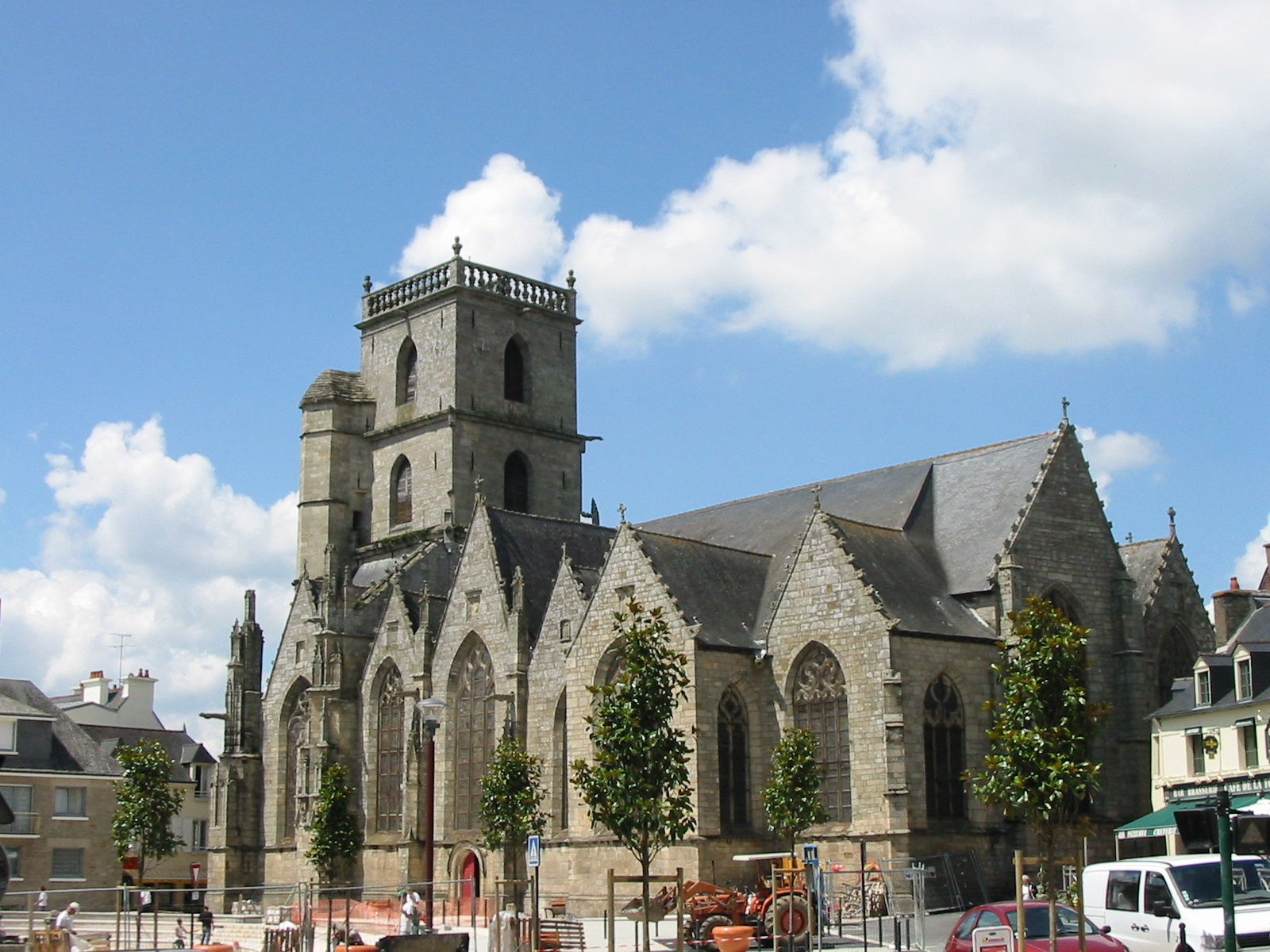
Церковь Святого Армеля
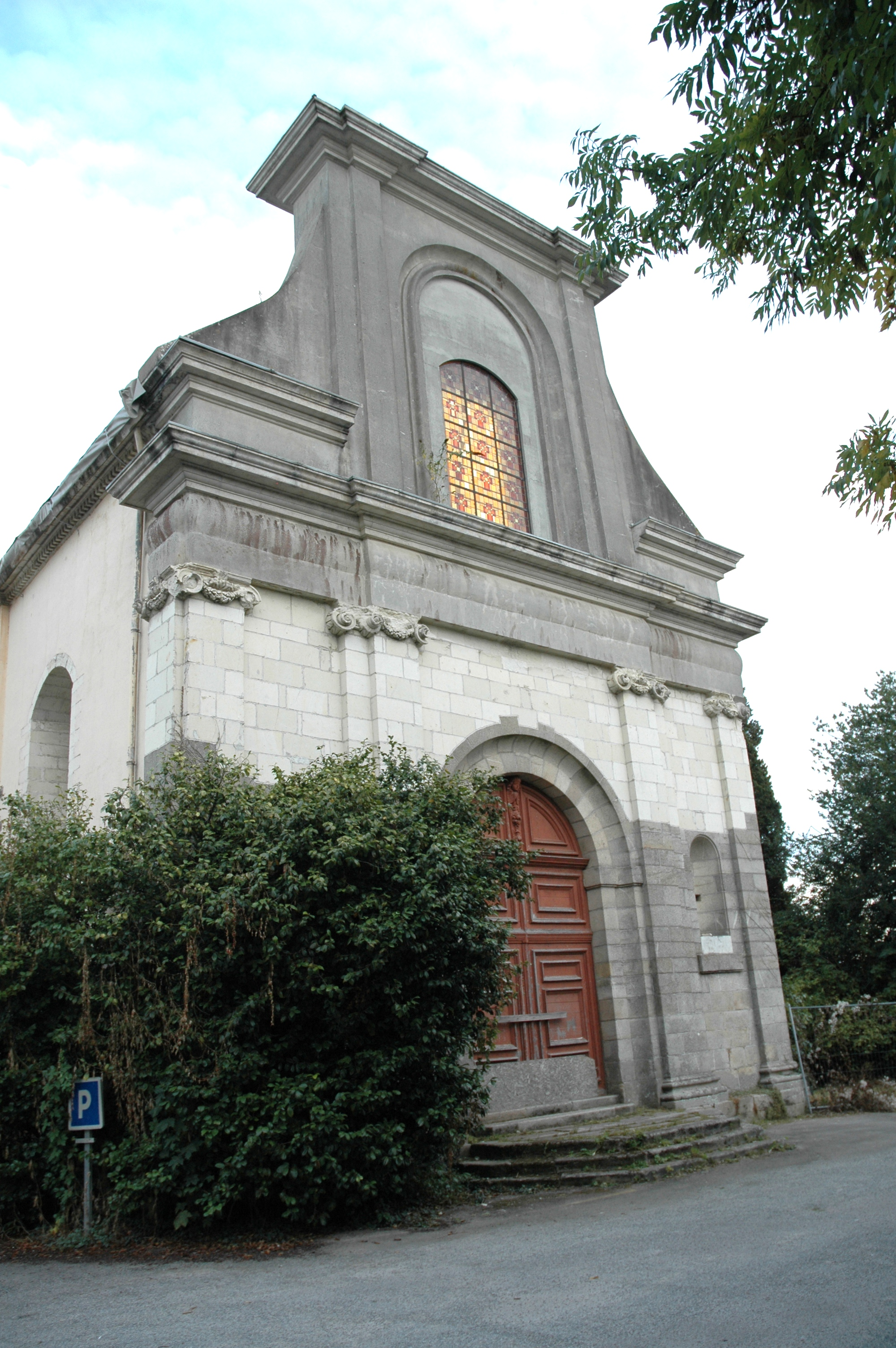
Часовня урсулинок
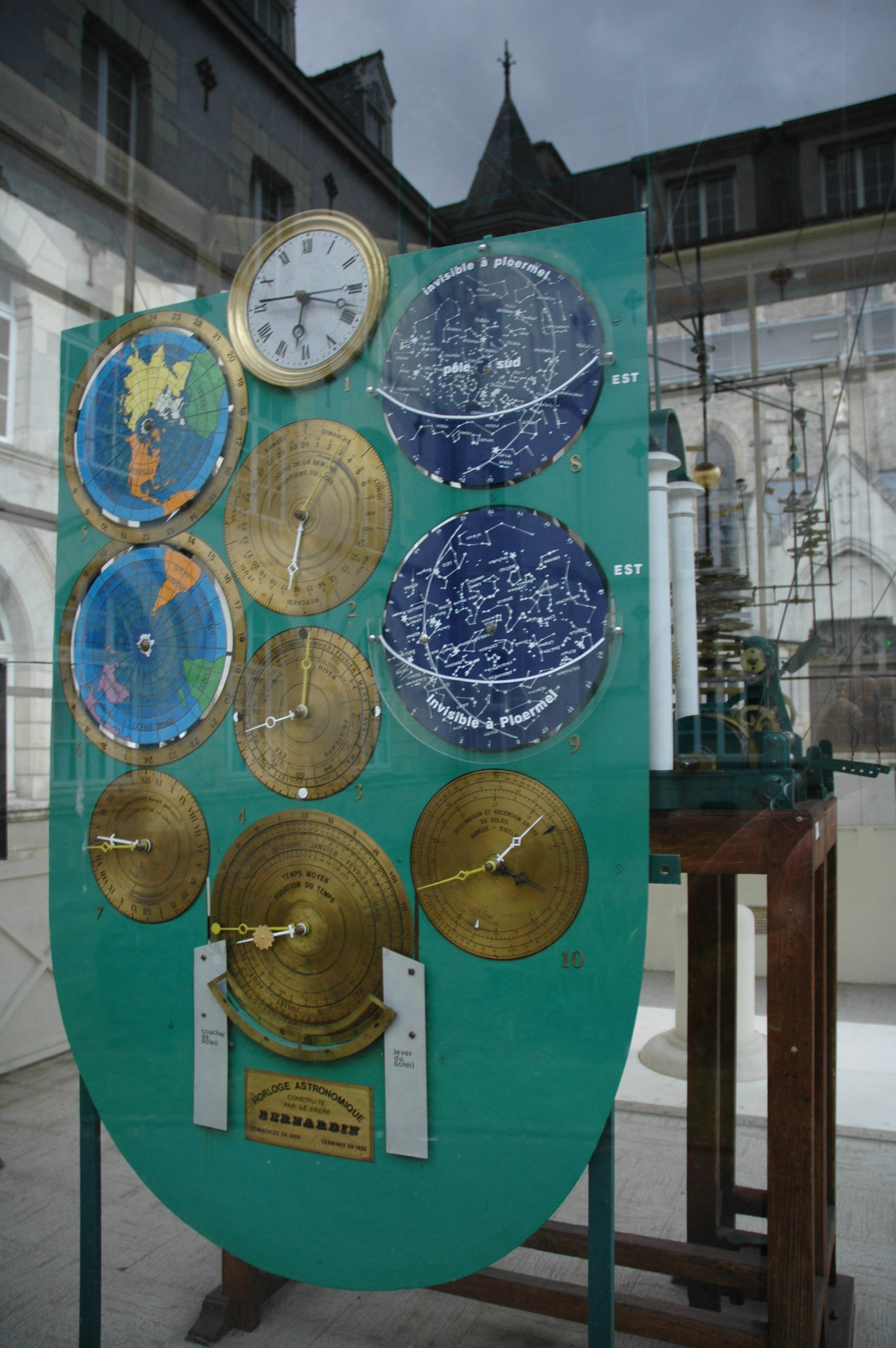
Астрономические часы
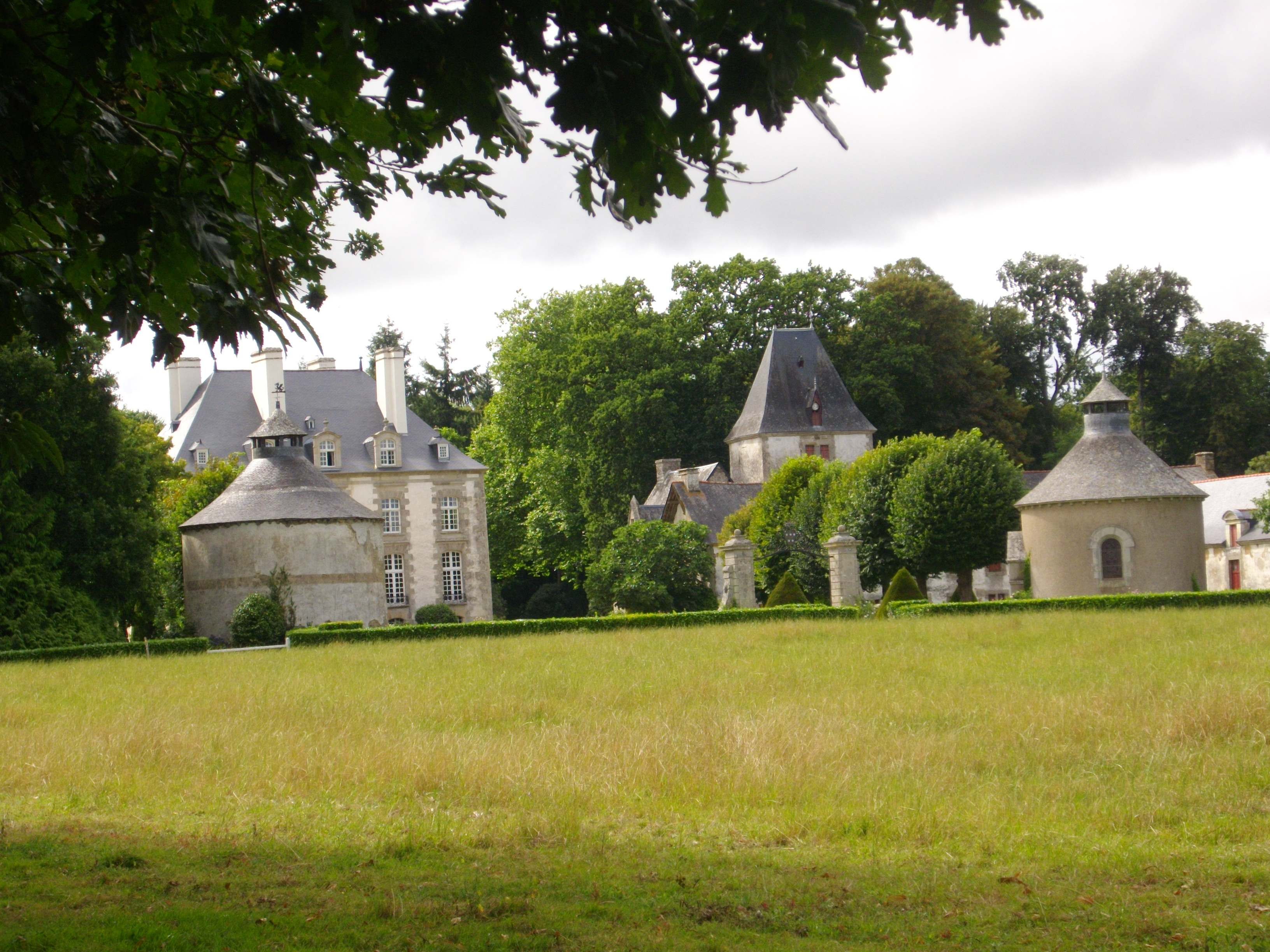
Шато От-Туш
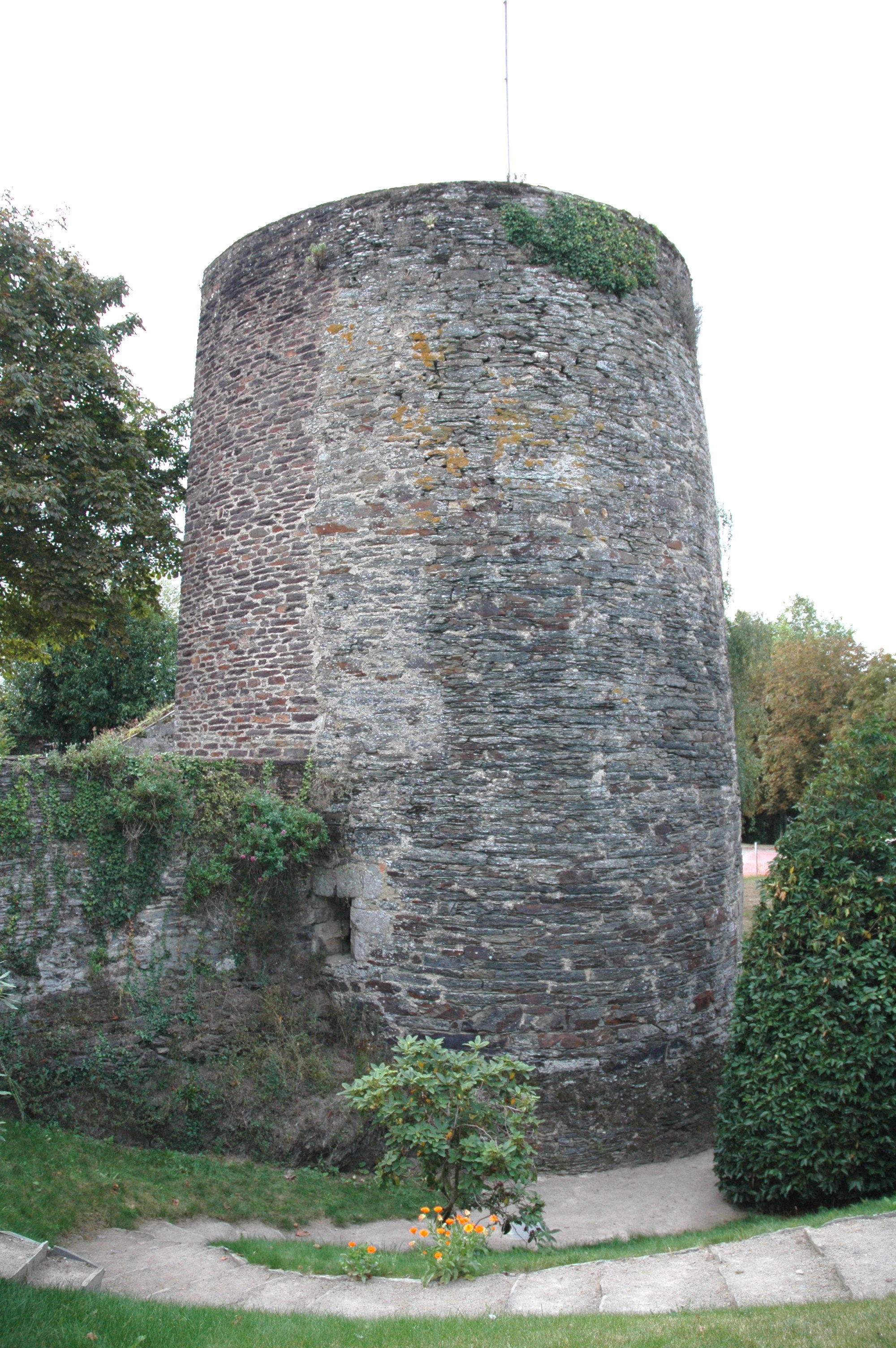
Башня Табор
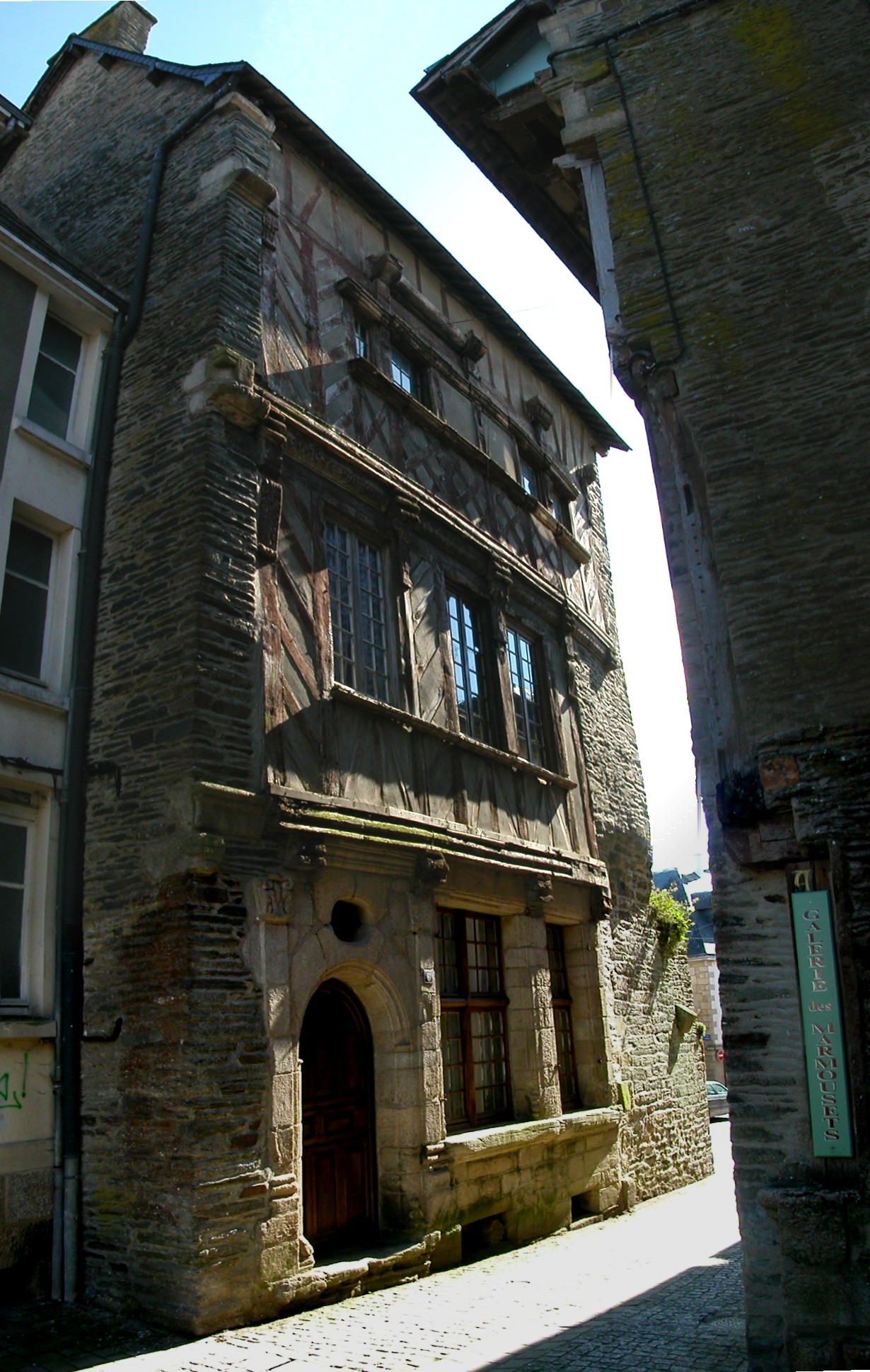
Дом герцогов Бретани
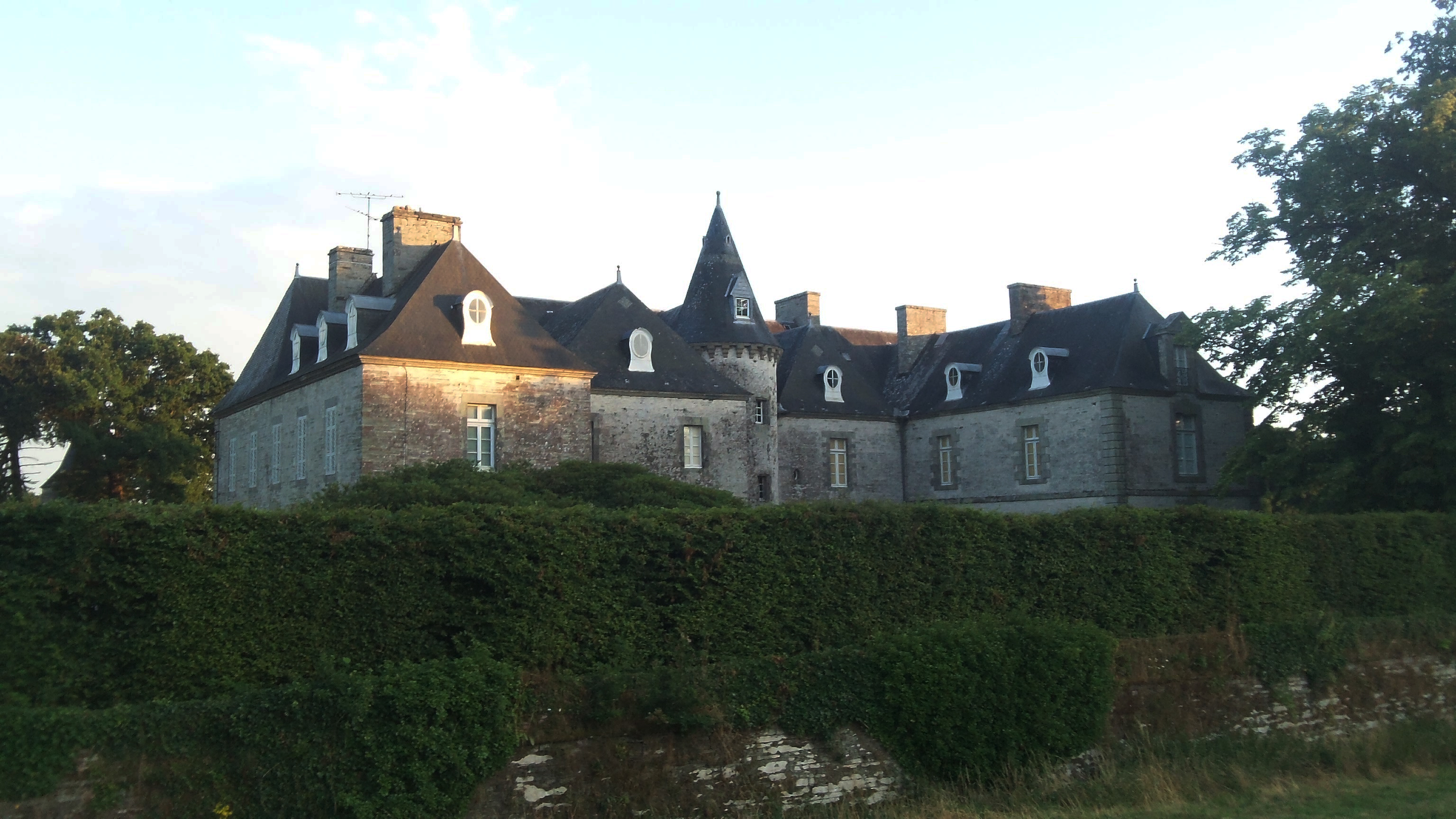
Шато Мальвиль
Памятник Папе Иоанну Павлу II